# I segreti di Wind River
I segreti di Wind River (Wind River) è un film del 2017 scritto e diretto da Taylor Sheridan.
Fanno parte del cast principale Jeremy Renner, Elizabeth Olsen e Jon Bernthal. La pellicola conclude una trilogia di sceneggiature scritte da Sheridan, dopo Sicario e Hell or High Water, che affrontano il tema della moderna frontiera americana.

## Trama
Cory Lambert, agente del FWS, esperto cacciatore di "animali predatori" nella riserva indiana di Wind River, nel Wyoming, rinviene nella neve il corpo senza vita di una giovane ragazza nativa americana, Natalie Hanson, di 18 anni, senza scarpe e abbigliamento adeguato e con l'inguine macchiato di sangue. A indagare viene inviata la giovane agente dell'FBI Jane Banner, inesperta per l'incarico e impreparata ad affrontare il freddo del Wyoming.
L'autopsia conferma l'ipotesi di Cory, ossia che la ragazza è stata dapprima  stuprata e poi, dopo una lunga corsa, è deceduta per il freddo, che le ha causato un'emorragia polmonare. Il medico legale non può quindi catalogare il caso come omicidio e Jane dovrà cavarsela da sola, senza poter chiamare una squadra di supporto dell'FBI. Valutate le proprie forze e l'esiguità del corpo di polizia locale, Jane chiede aiuto a Cory, che, forte della sua conoscenza del territorio e della sua esperienza di cacciatore, si presta subito a coadiuvarla nelle indagini, anche perché la ragazza morta era la migliore amica di sua figlia Emily, deceduta in circostanze analoghe tre anni prima. Il cacciatore fa visita all'amico Martin, padre di Natalie, promettendogli che non avrà pietà per l'assassino.
Cory apprende che il ragazzo di Natalie si chiama Matt e lavora come agente della sicurezza presso una vicina concessione petrolifera. Il suo corpo viene trovato nudo e devastato dagli animali selvatici, in mezzo al bosco, non lontano dall'impianto. Si decide perciò di effettuare un'ispezione presso l'impianto petrolifero. Le guardie private si dimostrano immediatamente ostili e tentano di accerchiare Jane e la polizia locale. In un flashback viene sciolto il mistero: erano stati i colleghi di Matt, guidati da Pete, visibilmente ubriachi, a picchiare i due. Natalie, dopo essere stata violentata, era riuscita a scappare grazie a Matt, prima che questi venisse finito.
Tornati al presente Pete spara a Jane, dando il via ad una sanguinosa sparatoria che vede cadere tutti ad eccezione dello stesso Pete. Cory soccorre Jane, ferita ma viva, e poi raggiunge facilmente Pete, stordendolo e portandolo in un posto sperduto in mezzo alla neve. Si fa raccontare la verità e, mantenendo la parola data, lo libera dandogli le stesse possibilità che aveva avuto Natalie, ovvero camminare scalzo nella neve per raggiungere l’autostrada. Pete muore poco dopo. Cory visita infine Martin, raccontandogli che ha finito l’assassino di sua figlia, e i due si uniscono ancora una volta nel dolore delle rispettive perdite. Nei titoli di coda leggiamo che le statistiche sulle persone scomparse vengono aggiornate per ogni gruppo demografico, a eccezione delle donne native americane, il cui numero rimane sconosciuto.

## Produzione
Nel maggio 2015 è stato annunciato che Chris Pine e Elizabeth Olsen sarebbero stati i protagonisti del film di esordio alla regia dell'attore e sceneggiatore Taylor Sheridan.
Nel gennaio 2016 Pine ha abbandonato il progetto ed è stato sostituito da Jeremy Renner. Le riprese sono iniziate a Park City, Utah, il 31 marzo 2016.

## Distribuzione
Il film è stato presentato in anteprima il 21 gennaio al Sundance Film Festival 2017.
Durante il Festival di Cannes 2016 la Weinstein Company ha acquistato i diritti per la distribuzione statunitense del film, ma pochi giorni prima della presentazione del film al Sundance Film Festival, senza spiegare i motivi, la Compagnia ha rinunciato alla distribuzione del film. Tuttavia, l'accordo di distribuzione è stato finalizzato in seguito, con l'uscita nelle sale statunitensi fissata per il 4 agosto 2017.
Il film, che è stato presentato nella sezione Un Certain Regard al Festival di Cannes 2017, è stato distribuito nelle sale italiane a partire dal 5 aprile 2018 dopo un'anteprima nazionale al 35° Torino Film Festival.

## Riconoscimenti
- 2017 - Festival di Cannes
  - Miglior regia Un Certain Regard a Taylor Sheridan
- 2017 - Festival internazionale del cinema di Karlovy Vary
  - Audience Award a Taylor Sheridan
  - President's Award a Jeremy Renner
- 2017 - Hollywood Film Awards
  - Miglior regista rivelazione a Taylor Sheridan
- 2017 - National Board of Review Awards[9]
  - Migliori dieci film indipendenti
- 2018 - Satellite Award
  - Candidatura per il Miglior attore a Jeremy Renner